# María de Estrada
María de Estrada, forse la stessa María (o Marina) de la Caballería (1475/1486 – 1537/1548), è stata un'esploratrice e conquistadora spagnola giunta in Messico con la spedizione di Hernán Cortés, l'unica donna europea ad aver partecipato , sopravvivendo , alla conquista dell'impero azteco.

## Biografia
Viene citata come la sola donna della spedizione di Cortés negli scritti di Bernal Díaz del Castillo e del cronico Tlaxcala Diego Muñoz Camargo. Viene citata anche da Francisco Cervantes de Salazar. Ognuna di queste fonti la descrive come una donna decisa e battagliera che "era tanto buona come guerriera quanto qualsiasi altro uomo". Si dice essere sopravvissuta alla Noche Triste ed alla battaglia di Otumba. Le fonti non concordano sull'identità del marito; secondo alcuni sarebbe stato Pedro Sanchéz Farfán, per altri si tratterebbe di Alonso de Estrada, tesoriere di Cortes. Nelle cronache di Diego Durán viene definita decisiva per la sconfitta degli indiani Nahua di Hueyapan. Questa versione potrebbe essere vera, dato che Cortés le concesse una encomienda a Ocuituco, vicino a Hueyapan, dopo la conquista. Nel 1533, ormai vedova, presentò una petizione al re di Spagna per chiedere una tassazione più leggera delle sue terre. La terra che le era stata concessa, però, fu confiscata agli eredi e passò sotto il controllo del re.